# Onmyo-za
 Onmyo-za  (яп. 陰陽座 Оммё:дза, досл. «собрание инь и ян») — это японская хеви-метал/фолк-метал-группа, основанная в 1999 в Осаке. Является одной из самых известных метал-групп Японии. Фирменная фраза — «Ёкай хеви-метал».
Образ и концепция Онмё-дза основаны на японском периоде Хэйан (он же эпоха Возрождения Японии), который восходит к десятому веку нашей эры, примерно на 500-600 лет до европейского Возрождения.

## Участники
- Matatabi — бас-гитара, вокал
- Kuroneko — вокал
- Karukan — гитара
- Maneki — гитара, бэк-вокал

### Бывшие участники
- Atsushi Kawatsuka (Ранее известный как Tora) — барабаны, ударные музыкальные инструменты.

## Дискография

### Альбомы
| Название                                                 | Тип альбома                 | Дата выхода      | Наивысший рейтинг в Японии |
| -------------------------------------------------------- | --------------------------- | ---------------- | -------------------------- |
| Kikoku-Tenshou (鬼哭転生; Wailing Reincarnation)         | Studio album                | 5 декабря 1999   | —                          |
| Hyakki-Ryouran (百鬼繚乱; Welter of Hundred Demons)      | Studio album                | 24 декабря 2000  | —                          |
| Kohjin-Rasetsu (煌神羅刹; Coruscating God Raksasa)       | Studio album                | 10 января 2002   | 49                         |
| Fuin-Kairan (封印廻濫; Circulating Seal)                 | Studio album                | 24 июля 2002     | 62                         |
| Houyoku-Rindou (鳳翼麟瞳; Phoenix Wing, Unicorn’s Eye)   | Studio album                | 22 января 2003   | 23                         |
| Sekinetsu-Enbu (赤熱演舞; Red Hot Dance)                 | Live album                  | 25 июня 2003     | 66                         |
| Mugen-Houei (夢幻泡影; Illusion of Vapor and Shadow)     | Studio album                | 3 марта 2004     | 27                         |
| Garyo-Tensei (臥龍點睛; Finishing Touch)                 | Studio album                | 22 июня 2005     | 20                         |
| In’you-Shugyoku (陰陽珠玉; Jewel of Yin and Yang)        | «Best of» compilation album | 8 февраля 2006   | 13                         |
| Onmyou-Live (陰陽雷舞; Onmyou Thunder Live)              | Live album                  | 7 июня 2006      | 33                         |
| Maou-Taiten (魔王戴天; Evil Lord Takes Heaven)           | Studio album                | 25 июля 2007     | 13                         |
| Chimimouryou (魑魅魍魎; Evil River and Mountain Spirits) | Studio album                | 10 сентября 2008 | 5                          |
| Kongoukyuubi (金剛九尾; Sturdy Dazzling Ninetails)       | Studio album                | 9 сентября 2009  | 13                         |

### Синглы
| Название | Дата выходы      | Наивысший рейтинг в Японии |
| --- | ---------------- | -------------------------- |
| Ouka no Kotowari (桜花ノ理; Logic of Cherry Blossoms)                                                           | 19 августа 2000  | —                          |
| Tsuki ni Murakumo Hana ni Kaze (月に叢雲花に風; Moon in the Clouds, Flower in the Wind)                         | 16 декабря 2001  | —                          |
| Youka Ninpocho (妖花忍法帖; Ninja Magic Story of Voluptuous Flower)                                             | 12 декабря 2002  | 57                         |
| Houyoku-Tenshou (鳳翼天翔; Soaring Phoenix Wing)                                                                | 4 июня 2003      | 66                         |
| Mezame (醒; Awakening)                                                                                          | 1 октября 2003   | 30                         |
| Nemuri (睡; Sleep)                                                                                              | 7 января 2004    | 40                         |
| Kumikyoku «Yoshitsune» — Akki Hogan (組曲『義経』～悪忌判官; «Yoshitsune» Musical Suite — The Abhorrer of Evil) | 23 сентября 2004 | 30                         |
| Kumikyoku «Yoshitsune» — Muma Enjou (組曲『義経』～夢魔炎上; Blazing Nightmare)                                 | 27 октября 2004  | 32                         |
| Kumikyoku «Yoshitsune» — Raise Kaikou (組曲『義経』～来世邂逅; Reunite in Afterworld)                           | 11 ноября 2004   | 33                         |
| Kouga Ninpocho (甲賀忍法帖: Ninja Magic Story of the Kouga)                                                     | 27 апреля 2005   | 31                         |
| Kokui no Tennyo (黒衣の天女; Black-Robed Celestial Maiden)                                                      | 27 июня 2007     | 14                         |
| Kureha (紅葉; Kureha)                                                                                           | 6 августа 2008   | 15                         |
| Soukoku/Doukoku (相剋/慟哭; Rivalry/Lament)                                                                     | 21 января 2009   | 13                         |
| Aokidokugan (蒼き独眼; The Blue One-eyed)                                                                       | 26 августа 2009  | 14                         |

### DVD
| Название                                                              | Тип видео  | Дата выходы                                |
| --------------------------------------------------------------------- | ---------- | ------------------------------------------ |
| Hyakki-Korinden (百鬼降臨伝; The Legend of Descent of Hundred Demons) | Live video | 10 января 2002 (VHS) 14 февраля 2004 (DVD) |
| Hakkou-Ranbu (白光乱舞; White Shining Boisterous Dance)               | Live video | 25 июня 2003                               |
| Wagashikabane wo Koeteyuke (我屍越行; Go Beyond the Corpse of Mine)   | Live video | 2 марта 2005                               |
| Yuugen-Reibu (幽玄霊舞; The Live for Profoundness and Sprits)         | Live video | 22 августа 2005                            |
| Shugyoku-Enbu (珠玉宴舞; The Jewel of Feast and Dance)                | Live video | 21 июня 2006                               |
| Tenkafubu (天下布舞; Conquer the World with Pagent)                   | Live video | 23 января 2008                             |

## Дополнительная информация
- Хотя большинство песен Оммё-дза связано с японским фольклором, 12 композиций относятся к нимпотё (яп. 忍法帖 нимпо:тё:, «тетрадь искусства ниндзя»). Сингл «Kouga Ninpocho» использован в начале аниме сериала Василиск.

Два клана ниндзя Ига и Кога издревле враждуют друг с другом, и никто не помнит первопричины вражды. Сверкают мечи, льется кровь, ниндзя изобретают изощренные орудия убийства: от неразрывных пут до ядовитой клейкой слюны. Но брезжит надежда - наконец заключен мир между кланами - нерушимый договор, запрет на стародавнюю вражду. Время идет, вековая ненависть вновь разгорается подобно лесному пожару и пожирает ростки любви между потомками древних кланов. Союз двух сердец глав кланов обещает завершение вражды. Однако судьба оказывается немилосердна: волею сёгуна Токугава, который воспользовался враждой кланов Ига и Кога в собственных целях, договор о ненападении расторгнут. От каждого клана выступят десять воинов-ниндзя и будут сражаться до тех пор, пока воины одного клана, оставшиеся в живых, не докажут своей жизнью победу собственного клана.